# معهد الممالك
معهد الممالك هو مركز عالمي لدراسات الحضارات التي سكنت شمال غرب شبه الجزيرة العربية على مدار أكثر من 7000 عام من التاريخ البشري، بما في ذلك الممالك العربية القديمة دادان ولحيان والأنباط في مدينة الحجر الأثرية أحد المواقع المدرجة على قائمة اليونسكو للتراث العالمي. وهو أحد أبرز مشاريع مخطط رحلة عبر الزمن الذي أطلق ولي العهد السعودي الأمير محمد بن سلمان رؤيته التصميمية في 7 أبريل 2021.

## الأهداف
- يهدف معهد الممالك إلى حفظ وصون وتراث العلا باعتبارها مفترق طرق تاريخي يربط بين ثلاث قارات، واستمرار العمل الميداني في جميع أنحاء العلا لإعطاء الإجابات والدلالات عن التاريخ الإنساني والطبيعي.[2]
- يعنى معهد الممالك بدراسة ما يزيد على 200 ألف عام من التاريخ البشري والطبيعي للعلا مع التركيز على "عصر الممالك"، أي زمن ممالك دادان ولحيان والأنباط التي ظهرت في المنطقة خلال الفترة من الألف الأولى قبل الميلاد تقريبا حتى عام 106 بعد الميلاد.[3]